# Bredasche Courant

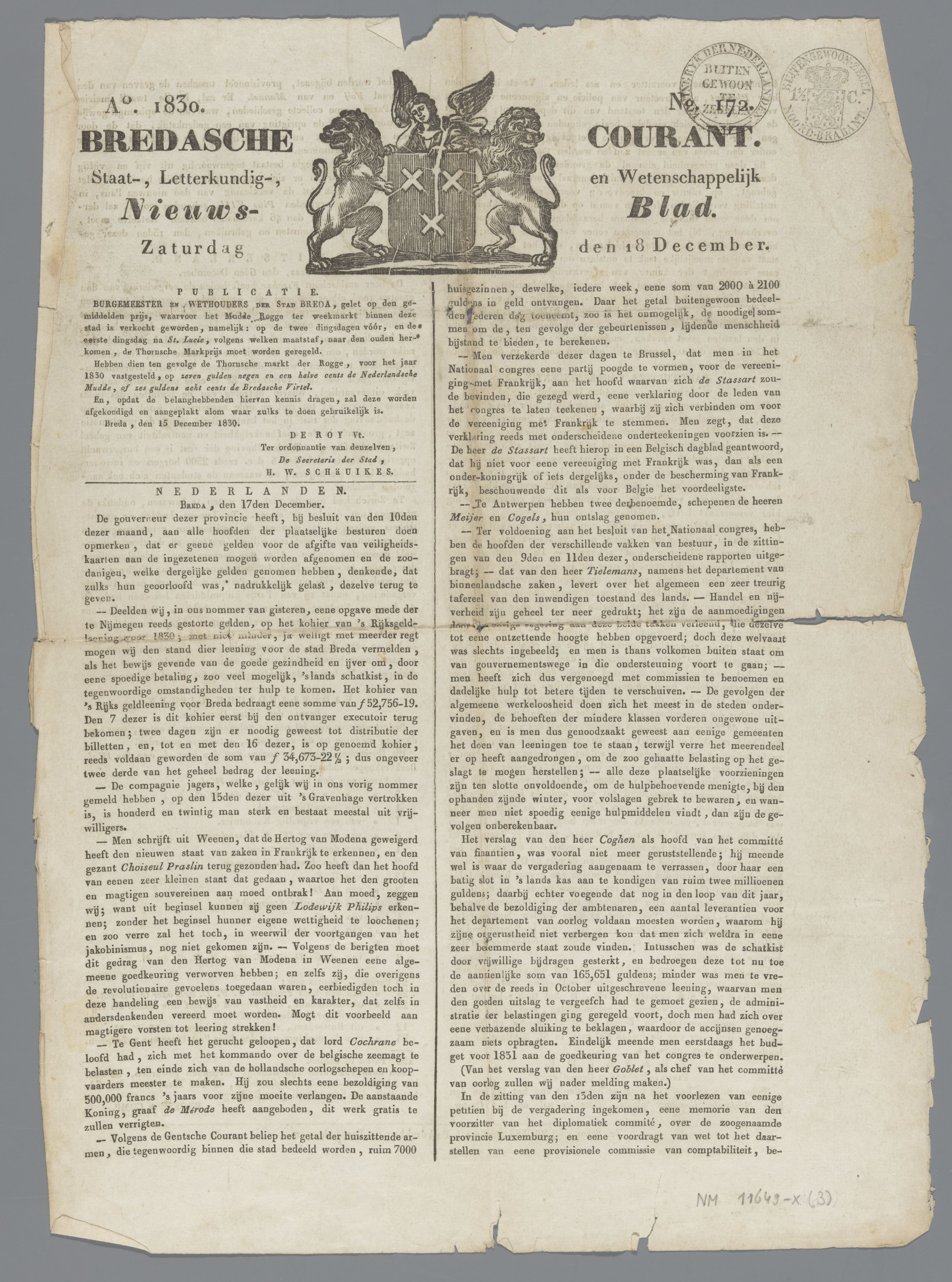
Pagina van de Bredasche Courant (18 december 1830)

De Bredasche Courant was een nieuwsblad in de Brabantse stad Breda.

## Looptijd
De krant verscheen van 1792 tot 1966, met een onderbreking in de Franse tijd van 1973 tot 1814.  De frequentie was eenmaal per week, met ingang van 5 augustus 1829 opgevoerd tot tweemaal per week, en vanaf 1913 verscheen de krant dagelijks.
 Op bevel van de Duitsers werd het blad in 1941 opgeheven. Na de bevrijding verscheen de Bredasche Courant, nu nauw verbonden met het Rotterdams Nieuwsblad, weer onder eigen naam.

Op 3 december 1966 verscheen het laatste nummer. De eigenaar, NV Het Rotterdams Nieuwsblad, gaf de voorkeur aan de ontwikkeling van een landelijk dagblad.

## Digitalisering
De jaargangen 1814-1870, 1914-1939 en 1945-1950 zijn nu gedigitaliseerd, als onderdeel van het grote Metamorfoze-project van de Koninklijke Bibliotheek te Den Haag.
Het Stadsarchief Breda bezit de papieren exemplaren van de Bredasche Courant.
Er wordt anno 2020 naar gestreefd om ook de ontbrekende jaren 1870-1899 digitaal toegankelijk te maken.

## Marga Minco
De schrijfster Marga Minco was journalist bij de Bredasche Courant van 1938 tot 15 mei 1940.